# Richard Simonelli
Richard Simonelli (Split, 17. lipnja 1936.) je hrvatski filmski, televizijski, i kazališni glumac.

## Filmografija
- "Fatal Sky" kao doktor (1990.)
- "Čarobnjakov šešir" kao gušter gondolar i vokal u pjesmama (1990.)
- "Čudesna šuma" kao gušter gondolar (1986.)
- "Čovjek od riječi" (1983.)
- "Poglavlje iz života Augusta Šenoe" (1981.)
- "Sedma zapovijed božja - kradi malo manje!" (1967.)
- "Gledalac i mi" (1966.)
- "Srećan slučaj" (1965.)
- "Bademi s onu stranu smrti" (1965.)
- "Carevo novo ruho" kao glasnik (1961.)
- "Martin u oblacima" kao Darko (1961.)
- "Deveti krug" (1960.)

### Televizijske uloge
- "Stipe u gostima" kao Ante (2009. – 2011.)
- "Sve će biti dobro" kao beskućnik (2009.)
- "Zauvijek susjedi" kao poduzetnik Janko (2007.)
- "Novo doba" kao doktor Tecilazić (2002.)
- "Dosije" (1986.)
- "Nepokoreni grad" (1982.)
- "Velo misto" (1980. – 1981.)
- "Nikola Tesla" (1977.)

### Sinkronizacija
- "Pinokio" kao Cvrki (2009.)
- "Trnoružica" kao Kralj Stjepan (2008.)

## Vanjske poveznice
- Richard Simonelli u internetskoj bazi filmova IMDb-u (engl.)
- Stranica na Komedija.hr  Arhivirana inačica izvorne stranice od 11. listopada 2011. (Wayback Machine)